# Cotgrave
Cotgrave – miasto w Wielkiej Brytanii, w Anglii, w regionie East Midlands, w hrabstwie Nottinghamshire. W 2001 roku miasto liczyło 7373 mieszkańców.